# Оре (община)
Община Оре (на шведски: Åre kommun) е разположена в лен Йемтланд, североизточна Швеция с обща площ 8293 km2 и население 10 420 души (към 31 декември 2013). Административен център на община Оре е град Йерпен.